# Centro Nacional de Literatura
El Centro Nacional de Literatura (en luxemburgués: Lëtzebuerger Literaturarchiv; en francés: Centre national de littérature), abreviado CNL, es el archivo literario nacional de Luxemburgo, además de biblioteca. Tiene su sede en la localidad de Mersch, a unos 15 kilómetros al norte de la Ciudad de Luxemburgo. Se creó en 1995 como una biblioteca de investigación. Las colecciones de la CNL incluyen más de 40 000 volúmenes, la mayoría de ellos escritos por autores de origen luxemburgués o con domicilio en Luxemburgo, así como una colección cada vez mayor de manuscritos, cartas y objetos personales. La biblioteca contiene, además, recortes de prensa relacionados con la literatura luxemburguesa junto con revistas literarias y publicaciones seriadas. Es, también, un centro autorizado para efectuar el depósito legal de obras en el país, y recibe copias de casi todos los libros editados en Luxemburgo y compra activamente monografías de autores luxemburgueses impresas en el extranjero.

## Antecedentes históricos
El Centro Nacional de Literatura se creó en 1995 como parte de los archivos nacionales de Luxemburgo. La idea era reunir todos los documentos relativos a la vida literaria luxemburguesa —tanto la histórica como la contemporánea— en un solo lugar y crear un punto central y de encuentro de los investigadores y estudiosos. Para fomentar la investigación, la institución también promueve la producción literaria contemporánea mediante la organización de exposiciones, conferencias, sesiones de lectura y diversas actividades relacionadas con la literatura luxemburguesa. Desde 2005, el centro ha adoptado la forma de gestión como instituto cultural independiente. 
El CNL se aloja en la Maison Servais, una gran mansión del siglo XVII que perteneció al político luxemburgués Emmanuel Servais. El último que tuvo la mansión como residencia personal, Jeanne Servais, donó la casa a la ciudad de Mersch. El inmueble y los edificios anejos fueron entregados al Estado de Luxemburgo, que reformó la casa e instaló el Centro Nacional de Literatura en ella. El edificio principal tiene cinco salas de exposiciones, la biblioteca, una sala para los investigadores y las oficinas administrativas, además de dos salones de actos. Un segundo edificio alberga el café literario, que se utiliza para tertulias. Ambos edificios están flanqueados por un parque público.

## Acceso a las colecciones
Las colecciones del Centro pueden ser consultadas por investigadores y estudiantes, así como por el público en general que esté interesado. No obstante, no se trata de una biblioteca pública, sino más bien de una biblioteca y archivo de investigación especializado en literatura luxemburguesa. Se puede acceder libremente a una amplia variedad de diarios y obras de referencias como diccionarios o enciclopedias. Se puede consultar el catálogo integrado de la Biblioteca Nacional, basado en el «Integrated Library System» (ILS) Aleph. La biblioteca también ofrece acceso a través de otros catálogos especializados y servicios de investigación.

## Exposiciones
El Centro organiza regularmente exposiciones abiertas que, a menudo, muestran manuscritos u otros objetos y publicaciones singulares procedentes de sus propios fondos. Las exposiciones se ocupan de la vida literaria luxemburguesa en el sentido más amplio, destacando los intercambios culturales entre autores luxemburgueses, alemanes y franceses.

### Catálogos de exposiciones
- Hôtes de Colpach. 1997
- Kontakte, Kontexte. 1999
- Lëtzebuergesch - «eng Ried déi vun allen am meeschten em ons klengt». 2000
- Un défi - 20 ans d'éditions Phi. 2001
- De Michel Rodange «Op en Neis fotografëert». 2002 (incl. CD)
- Choc et vision. 2005

## Investigación
Además de ayudar a otros investigadores en su trabajo, el Centro también desarrolla su propio proyecto de investigación literaria. Publica regularmente catálogos de exposiciones, ensayos sobre la literatura luxemburguesa y reediciones académicas de importantes obras de autores locales. Una lista de las publicaciones del Centro muestra que la investigación intenta reflejar el amplio uso de cada una de las tres lenguas nacionales del país: el luxemburgués, el francés y el alemán.

### Nei Lëtzebuerger Bibliothéik
En esta serie —«Nueva biblioteca luxemburguesa»— se publican, comentadas, reediciones de obras literarias del país. El objetivo es ofrecer al lector una visión de la vida y obra de un autor, de la época en la que fue escrita la obra y una bibliografía que permita profundizar en la investigación. Desde 2007 se han publicado trece volúmenes monográficos:
- Michel Rodange: D'Léierchen
- Félix Thyes: Marc Bruno
- Nik Welter: Lene Frank
- Edmond de la Fontaine: Mumm Séis/Mutter Suse
- Paul Palgen: Choix de poèmes
- Nikolaus Hein: Der Verräter
- Isi Comes: 7 Erzielongen
- Alexander Weicker: Fetzen
- Batty Weber: Fenn Kass
- Joseph Funck: Kleines Schicksal
- Pol Michels: Choix de textes
- Antoine Meyer: E Schréck op de Lëtzebuerger Parnassus (incl. CD)
- Frantz Clement: Zickzack

### Bibliographie courante
Este proyecto activo de recopilación bibliográfica de carácter anual trata de reunir todos los libros y artículos escritos en Luxemburgo, o en el extranjero, que traten sobre la producción literaria del país, incluyendo áreas como el teatro y la lingüística.

### Luxemburger Autorenlexikon
El diccionario de autores de Luxemburgo es uno de sus proyectos más ambiciosos y actualizados. Se ha publicado como libro (en alemán en 2007 y en francés en 2010) y como página web desde 2011, donde se alberga todo escritor que sea luxemburgués o publique en Luxemburgo una obra literaria, excluyendo la no ficción.